# Ngu Ái Hoa
Ngu Ái Hoa (tiếng Trung giản thể: 虞爱华, bính âm Hán ngữ: Yú'àihuá, sinh tháng 9 năm 1965, người Hán) là chính trị gia nước Cộng hòa Nhân dân Trung Hoa. Ông là Ủy viên dự khuyết Ủy ban Trung ương Đảng Cộng sản Trung Quốc khóa XX, hiện là Thường vụ Tỉnh ủy An Huy, Bí thư Thành ủy Hợp Phì. Ông từng là Bộ trưởng Bộ Tuyên truyền Tỉnh ủy An Huy.
Ngu Ái Hoa là đảng viên Đảng Cộng sản Trung Quốc, học vị Cử nhân Triết học, Thạc sĩ Chính trị học. Ông có hơn 30 năm sự nghiệp đều công tác ở các cơ quan, đơn vị của quê nhà An Huy.

## Xuất thân và giáo dục
Ngu Ái Hoa sinh vào tháng 9 năm 1965 tại huyện Thiên Trường, nay là thành phố cấp huyện thuộc địa cấp thị Trừ Châu, tỉnh An Huy, Cộng hòa Nhân dân Trung Hoa. Ông lớn lên và tốt nghiệp cao trung ở Thiên Trường, thi cao khảo vào năm 1985 và đỗ Đại học An Huy, tới thủ phủ Hợp Phì nhập học hệ triết học của trường từ tháng 9 cùng năm và tốt nghiệp cử nhân chuyên ngành ngày vào tháng 7 năm 1989. Ông được kết nạp Đảng Cộng sản Trung Quốc vào tháng 10 năm 1988 khi là sinh viên năm cuối trường An Huy. Hơn 10 năm sau, ông bắt đầu tham gia chương trình nghiên cứu sinh tại chức về chính trị học từ tháng 9 năm 2000 đến tháng 7 năm 2003, sau đó tham gia khóa học tiến tu cán bộ cấp sảnh, địa giai đoạn tháng 3–5 năm 2004, đều tại Trường Đảng Tỉnh ủy An Huy. Từ tháng 3 năm 2007 đến tháng 1 năm 2008, ông được bồi dưỡng chương trình nhất ban dành cho cán bộ trung, thanh niên khóa 23 của Trường Đảng Trung ương Đảng Cộng sản Trung Quốc.

## Sự nghiệp

### Các giai đoạn
Tháng 7 năm 1989, sau khi tốt nghiệp trường An Huy, ông được phân về Thành ủy Hợp Phì, bắt đầu công tác ở văn phòng thành ủy. Trong giai đoạn này từ tháng 7 nam 1989 đến tháng 19 năm 1990, ông từng được điều tới các cơ quan, đơn vị như xí nghiệp nhà nước là Nhà máy Lốp xe An Huy, điều về hương Bát Đấu của huyện Phì Đông để tham gia chương trình huấn luyện cán bộ địa phương. Sau đó, tháng 9 năm 1992, ông được điều lên công tác ở Bộ Tuyên truyền Tỉnh ủy An Huy, là khoa viên Văn phòng bộ, rồi lần lượt là Thanh tra viên cấp phó khoa, cấp chính khoa. Tháng 2 năm 1996, ông là Trợ lý Điều nghiên viên, nhậm chức Phó Chủ nhiệm Văn phòng bộ sau đó 4 tháng rồi chuyển lại làm Điều nghiên viên từ tháng 4 năm 1998. Ba tháng sau, Ngu Ái Hoa được rời Bộ Tuyên truyền, được điều tới Sảnh Văn phòng Chính hiệp An Huy để công tác ở vị trí Điều nghiên viên cấp Thư ký. Giai đoạn này, ông được điều về huyện Hoắc Sơn kiêm nhiệm chức Phó Bí thư Huyện ủy từ tháng 10 năm 1999 đến tháng 9 năm 2001. Tới đầu năm 2002, ông được bổ nhiệm làm Phó Chủ nhiệm Sảnh Văn phòng Chính hiệp tỉnh, là Thành viên Đảng tổ cơ quan từ tháng 7 năm 2005, rồi Phó Bí thư Đảng tổ, Chủ nhiệm Sảnh Văn phòng từ tháng 4 năm 2006.
Vào tháng 3 năm 2008, Ngu Ái Hoa được điều về địa cấp thị Tuyên Thành, nhậm chức Phó Bí thư Thị ủy, được bầu làm Thị trưởng sau đó 1 tháng. Sau 4 năm ở Tuyên Thành thì ông tới An Khánh làm Thị trưởng từ tháng 9 năm 2012, thăng chức làm Bí thư Thị ủy từ tháng 2 năm 2013. Đầu năm 2013, ông ứng cử và trúng cử là đại biểu của Đại hội Đại biểu Nhân dân Toàn quốc khóa XII của An Huy, nhiệm kỳ 2013–18. Tiếp tục công tác ở An Khánh 4 năm thì ông được điều lên Tỉnh ủy, nhậm chức Phó Bộ trưởng thường vụ Bộ Tuyên truyền Tỉnh ủy.

### Cấp cao
Tháng 11 năm 2016, Ngu Ái Hoa được bầu vào Ủy ban Thường vụ Tỉnh ủy, phân công làm Bộ trưởng Bộ Tuyên truyền Tỉnh ủy An Huy. Ngày 7 tháng 5 năm 2020, ông được phân về thủ phủ Hợp Phì, nhậm chức Bí thư Thành ủy, kiêm nhiệm các vị trí khác như Chủ nhiệm Ủy ban Quản lý thành phố khoa học Tân Hồ Hợp Phì, thủ tưởng của tân khu Tân Hồ. Cuối năm 2022, ông tham gia Đại hội Đảng Cộng sản Trung Quốc lần thứ XX từ đoàn đại biểu An Huy. Trong quá trình bầu cử tại đại hội, ông được bầu là Ủy viên dự khuyết Ủy ban Trung ương Đảng Cộng sản Trung Quốc khóa XX.